# 逢信
逢信（？—？），字少子，平陵縣人，西汉官员。

## 生平
逢信出身京师世家，以家出高弟在汉成帝时任郡守。前24年，担任京兆尹。前21年，转任太仆，前15年，转任卫尉。官职都在翟方进之上。他和陈咸关系好。御史大夫缺，逢信与陈咸、翟方进都以名卿备选，后来翟方进得任。他与陈咸不服气，陈咸因狱事诘责翟方进，翟方进怨恨，于是借以陈汤贪赃事，奏逢信与陈咸“邪枉贪污，营私多欲”，逢信被免官。